# Habrolepis obscura
Habrolepis obscura är en stekelart som beskrevs av Compere och Annecke 1961. Habrolepis obscura ingår i släktet Habrolepis och familjen sköldlussteklar. Inga underarter finns listade i Catalogue of Life.